# Jens Bergensten
 (février 2012).
Si vous disposez d'ouvrages ou d'articles de référence ou si vous connaissez des sites web de qualité traitant du thème abordé ici, merci de compléter l'article en donnant les références utiles à sa vérifiabilité et en les liant à la section « Notes et références ».
Pour les articles homonymes, voir Jeb.
Jens Bergensten (né le 18 mai 1979 à Örebro en Suède), connu sous le pseudonyme « Jeb » ou « Jeb_ », est un développeur suédois travaillant pour la société de développement de jeux vidéo Mojang Studios. Il participe au développement du jeu Minecraft depuis 2011, en tant que programmeur en chef et designer en chef, en remplacement de Markus Persson (alias Notch). Il avait été embauché dans la société comme développeur pour le jeu Scrolls. Il est aussi cofondateur d'Oxeye Game Studio.

## Carrière
Bergensten a commencé à programmer ses premiers jeux à 11 ans, en utilisant BASIC et Turbo Pascal. À 21 ans, il était un créateur de cartes et de mods pour le FPS Quake III Arena. Plus tard, il travailla comme programmeur en C++ et Java pour le studio de développement Korkeken interactive studio, qui fit faillite et devint Oblivion Entertainment. Pendant ce temps, il dirigea le développement du MMORPG Whispers in Akarra. Le projet fut interrompu à la suite de divergences d'opinion sur la vision d'origine de l'équipe.
Après la faillite d'Oblivion Entertainment, Bergensten déménagea à Malmö et obtint une maîtrise en sciences informatiques à l'Université de Malmö en 2008. Au cours de ses études, il co-fonda la société de développement de jeux indie Oxeye Game Studio avec Daniel Brynolf et Pontus Hammarber. Le studio est devenu connu pour le jeu de plateforme Cobalt et le jeu de stratégie en temps réel Harvest: Massive Encounter (en).
Jusqu'au 24 novembre, 2010, Bergensten a travaillé pour la communauté de connaissances en ligne, Planeto,.

### Mojang
Bergensten a été embauché en tant que développeur de Mojang pour Scrolls, mais a commencé à programmer des fonctionnalités de plus en plus importantes de Minecraft, jusqu'à ce qu'il en reprenne totalement le développement à partir du 1er décembre 2011, après que Markus Persson eut quitté son poste. Bergensten a fait partie de l'équipe qui a développé Catacombes Snatch dans le cadre de l'événement Humble Bundle Mojam, où les développeurs créent entièrement un jeu en 60 heures.

## Vie privée
Il s'est marié le 11 mai 2013 avec la photographe Jenny Thornell.

## Jeu
- Harvest: Massive Encounter (en) (2008)
- Minecraft (2011)
- Cobalt (jeu vidéo) (2016)

## Cinéma
- 2025 : Minecraft, le film : un serveur (caméo)